# 音無瀬橋
音無瀬橋 (おとなせばし) は、京都府福知山市猪埼にある上柳町と猪埼を結ぶアーチ状の橋。京都府道55号舞鶴福知山線が通っている。

## 解説
音無瀬橋付近の由良川は、松尾神社（福知山市土）に供える魚を捕るための禁漁区となっており、一般の者が入れないことや、川面が穏やかであることから、「由良川の音無瀬川」と呼ばれていた。
福知山音頭にも唄われている。
藩政時代は、堤防に水圧をかけないために渡し舟で行き来しており、初代の板橋は1877年（明治10年）頃かけられた。
5代目橋は、1929年（昭和4年）12月着工、1931年（昭和6年）竣工、1932年（昭和７年）完成のコンクリート橋であった。
現在の6代目橋は1988年（昭和63年）竣工、1995年（平成7年）に開通した。

## 構造
橋梁形式：アーチ橋（ニールセンローゼ桁橋）
橋長：478m
幅員：7.50+2@2.50m
鋼重：2322t
出典：